# Gloxinienwinden
Die Gloxinienwinden (Asarina) sind eine Pflanzengattung in der Familie der Wegerichgewächse (Plantaginaceae) und umfassen etwa 16 Arten. Sie sind von Mexiko bis in die südwestlichen USA und in Südeuropa heimisch.

## Beschreibung
Asarina-Arten wachsen als meist stark rankende oder windende oder seltener kriechende, meist ausdauernde krautige Pflanzen. Die mindestens im oberen Bereich wechselständigen Laubblätter sind meist dreieckig, fiedernervig und flaumig behaart mit gezähnten Blattrand.
Die Blüten stehen einzeln in den Blattachseln. Die attraktiven Blüten sind zwittrig, zygomorph und fünfzählig mit doppelten Perianth. Die fünf breiten grünen Kelchblätter sind verwachsen. Die Blütenkronen, in verschiedenen Größen, erinnert an Löwenmäulchen. Die fünf Kronblätter können weiß, gelb, rosa-, purpurfarben und Schattierungen dazwischen sein und sind oft an der Kehle gefleckt. Die Blütenkrone ist zweilippig. Es sind vier Staubblätter vorhanden.
Die Kapselfrüchte besitzen zwei gleiche Fächer.

## Kultivierung
Einige Sorten werden in kalten Klimazonen als einjährige Pflanzen kultiviert, aber sie sind in warmen Klimazonen ausdauernd. Sie brauchen eine warme geschützten Standort in kalten Klimazonen oder können im Gewächshaus gepflegt werden. Sie sind gut für den Bewuchs von Wänden und Bänken geeignet. Sie brauchen im Winter einen Rückschnitt, weil sie an neuen Trieben besser blühen. Neue Sorten werden regelmäßig in Nordamerika und Europa auf den Markt gebracht. Die Vermehrung kann durch Aussaat und Stecklinge erfolgen.

## Systematik

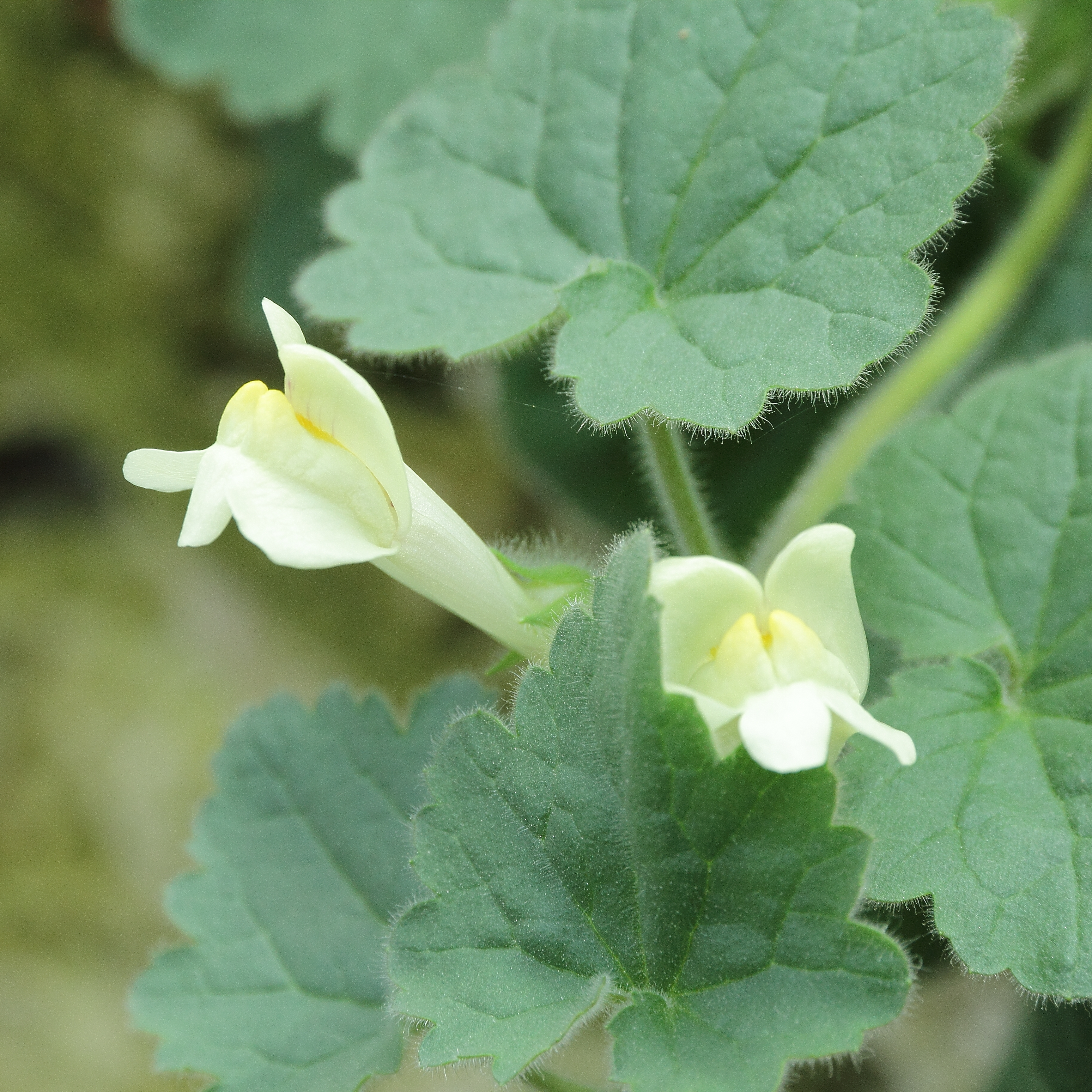
Kriechendes Löwenmaul (Asarina procumbens)

Die Erstveröffentlichung der Gattung Asarina erfolgte 1757 durch Philip Miller in The Gardeners Dictionary, 7. Auflage. Als Lectotypus wurde von W.R. Barker in B. Morley & H.R. Toelken: Flowering Plants of Australia, 1983, 270 Asarina procumbens Mill. festgelegt. Die Gattung Asarina gehört zur Tribus Antirrhineae in der Familie der Plantaginaceae.
Es gibt etwa 15 bis 16 Asarina-Arten (Auswahl):
- Nierenblättriges Löwenmaul oder Kriechendes Löwenmaul (Asarina procumbens Mill., Syn. Antirrhinum asarina L.): Die Heimat reicht vom nordöstlichen Spanien bis ins südwestliche Frankreich.[4] Die Chromosomenzahl ist 2n = 18.[5]

Nicht mehr zur Gattung zählen
- Lophospermum erubescens D. Don. Sie kommt in Mexiko vor.[4]
- Maurandya antirrhinifolia Humb. & Bonpl. ex Willd. Sie kommt ursprünglich von Kalifornien bis Texas, in Mexiko und in Kuba vor.[6][7]
- Maurandya barclayana Lindl. Sie ist in Mexiko weitverbreitet.[4]
- das Kletternde Löwenmaul (Maurandya scandens (Cav.) Pers., nicht zu verwechseln mit Maurandya scandens (D. Don.) Gray/Lophospermum scandens D. Don).

## Bildergalerie

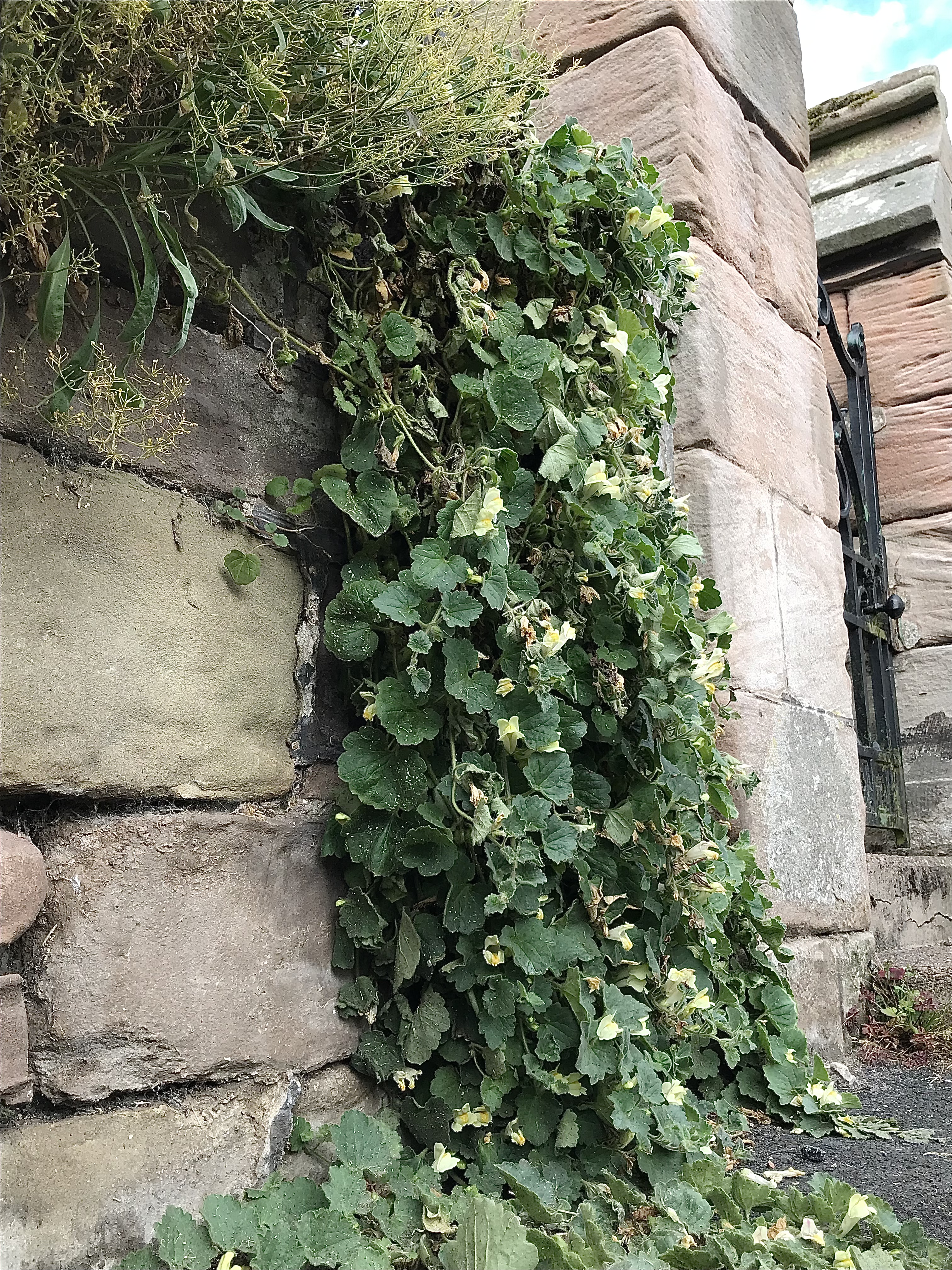
Kaskadierende Wuchsform der blühenden Pflanze, die in der Spalte der Kirchenmauer verwurzelt ist
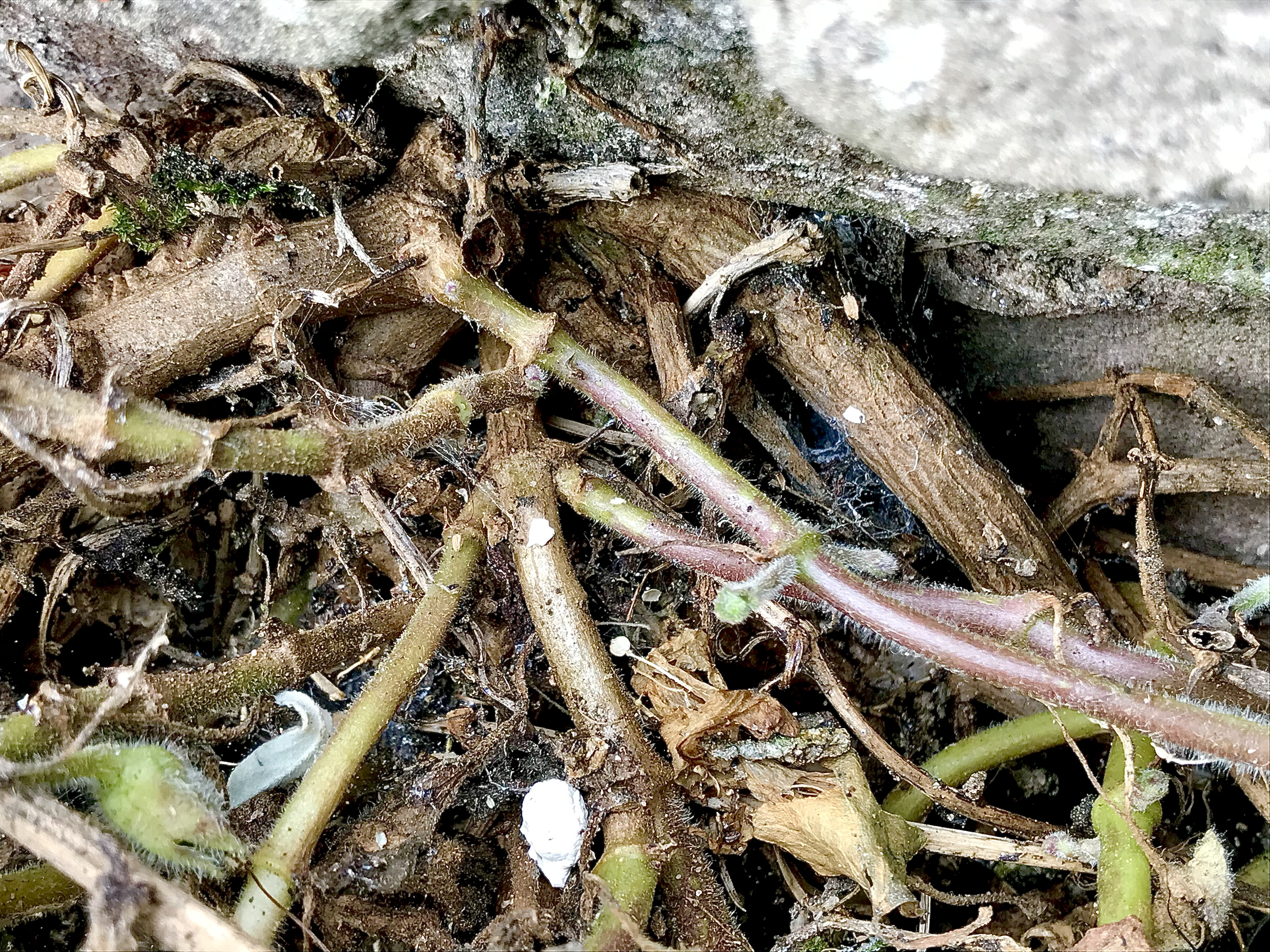
Holzige und halbholzige Stängel, die aus einer Spalte in der Wand der Kirche von Paxton (Scottish Borders), sprießen
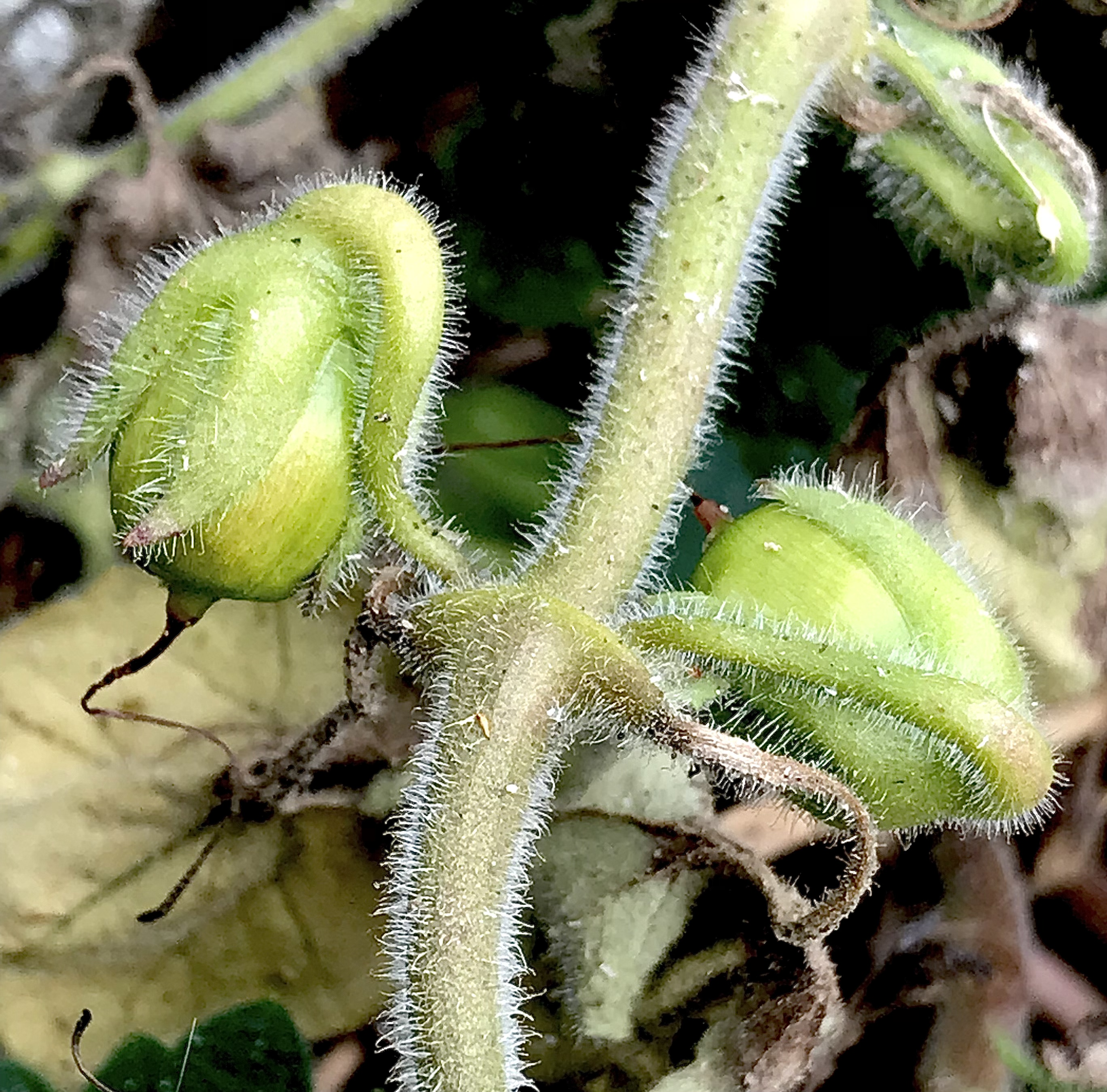
Paarige Kapselfrüchten mit zurückgebogenen Stielen
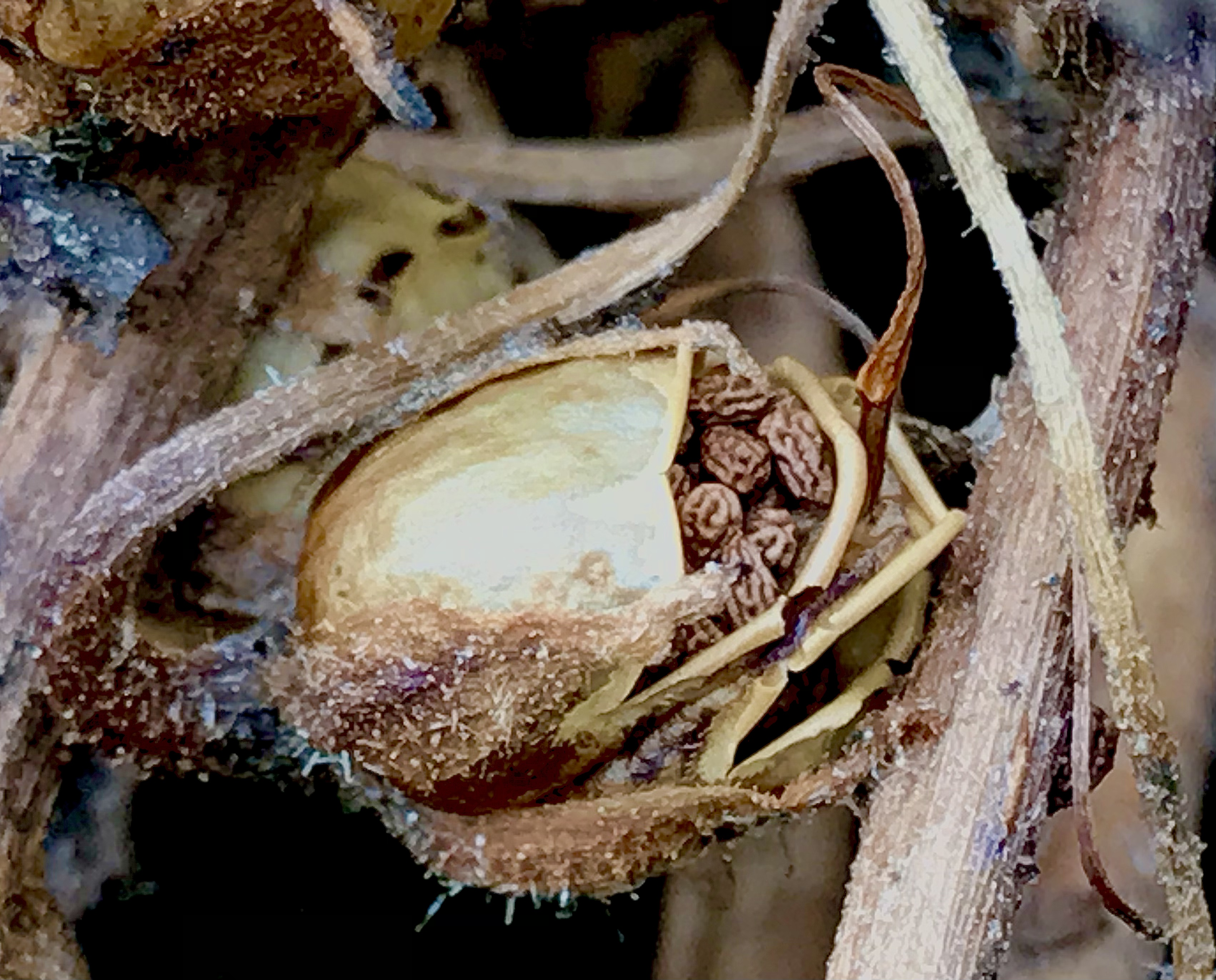
Reife Kapselfrüchte mit zwei gleichen Fächern, die offen sind, um gehirnähnliche Samen zu enthüllen